# José Bustamante Nava
|  | No s'ha de confondre amb José Bustamante. |

José Bustamante Nava (5 de març de 1921) és un exfutbolista bolivià.

## Selecció de Bolívia
Va formar part de l'equip bolivià a la Copa del Món de 1950.